# Mynogleninae
Mynogleninae es una subfamilia de arañas araneomorfas de la familia Linyphiidae. 

## Géneros
- Afromynoglenes - Afroneta - Beauchenia - Cassafroneta - Falklandoglenes - Gibbafroneta - Haplinis - Hyperafroneta - Laminafroneta - Megafroneta - Metafroneta - Metamynoglenes - Novafroneta - Parafroneta - Paro - Poecilafroneta - Promynoglenes - Protoerigone - Pseudafroneta - Trachyneta